# Шаржирование
Шаржирование — насыщение поверхности материала абразивными (в основном пастообразными) материалами. Данное явление используется в лекально-притирочных работах на производстве и при ремонте/восстановлении геометрических размеров преимущественно твердых металлических тел. Шаржируемые материалы выполняют роль рабочего тела и по сути являются расходным материалом.

## Материалы с высокой шаржируемостью
К хорошо шаржируемым материалам относятся прежде всего металлы с низкой твёрдостью и высокой вязкостью. Типичными представителями являются свинец, медь, латунь. Также к шаржируемым можно отнести материалы с медленно изменяющейся твёрдостью и стойкой к полировке шероховатостью, например жидкое стекло.